# Château du Plessis-de-Vair
Pour les articles homonymes, voir Château du Plessis.
Le château du Plessis-de-Vair, dit « château de Vair », est situé à Anetz, dans la commune de Vair-sur-Loire, en Loire-Atlantique.

## Historique
Le château aurait inspiré Chrétien de Troyes, venu à Nantes pour le couronnement du duc Conan IV en 1158. Il devient le « château de Verre », « château aux 500 fenêtres », « château de la Merveille », réceptacle du Graal dans le roman Perceval ou le Conte du Graal, sur le chemin des légendaires Chevaliers de la Table ronde,.
Au XIIe siècle, une forteresse puissante entourée de douves en eau est érigée, appelée jadis le Plessix de Vair, elle appartient en 1100 à Samuel de Vair. Au XVe siècle, un château remplace cette place forte féodale ; il reste de cette période deux tours rondes, le colombier et les archives.
La famille de Vair en sera la propriétaire jusqu'en 1482, année au cours de laquelle Hervé de Vair vend la seigneurie de Vair et le château à Sévestre du Chaffault. Ce dernier cède la seigneurie de Vair en 1496 avec la terre du Chaffault-en-Anetz à Jean de Cardonne, général des finances de Bretagne.
En 1518, le roi François Ier y séjourne avec sa femme, la reine Claude de France, enceinte du futur Henri II ; elle y reste 2 mois, avec Anne Boleyn (dame de compagnie et future reine d’Angleterre), pendant les déplacements du roi.
Les propriétaires suivants furent : Anne de Cardonne et son mari Joachim Tissart vers 1540, puis la sœur de ce dernier Claudine Tissart, et son mari, François d'Argy vers 1557. Claudine d'Argy, leur fille et René du Breil, seigneur de Liré en hérite et  en 1605, René du Breil vend Vair à Guillaume de la Noue et à Anne de Cornulier sa femme.
Enfin, Charles de la Noue vend la seigneurie et le château de Vair en 1664 à Claude de Cornulier. La famille de Cornulier possèdera le château jusqu'en 1869, date à laquelle, il est vendu à la famille Yrigoyen.
Au XVIIe siècle, le château devient siège du marquisat de Châteaufromont (Anetz, Saint-Herblon, La Rouxière) ; le marquis de Vair, Claude de Cornulier, président du Parlement de Bretagne, conseiller de Louis XIV, construit deux tours carrées, la chapelle, l’orangerie et les deux pavillons de l’entrée. À la fin de sa carrière militaire, Toussaint Jean Hippolyte de Cornulier se retire en ces lieux de 1830 à 1836.
Au XIXe siècle l’édifice central et son enfilade de salons lumineux est bâti.

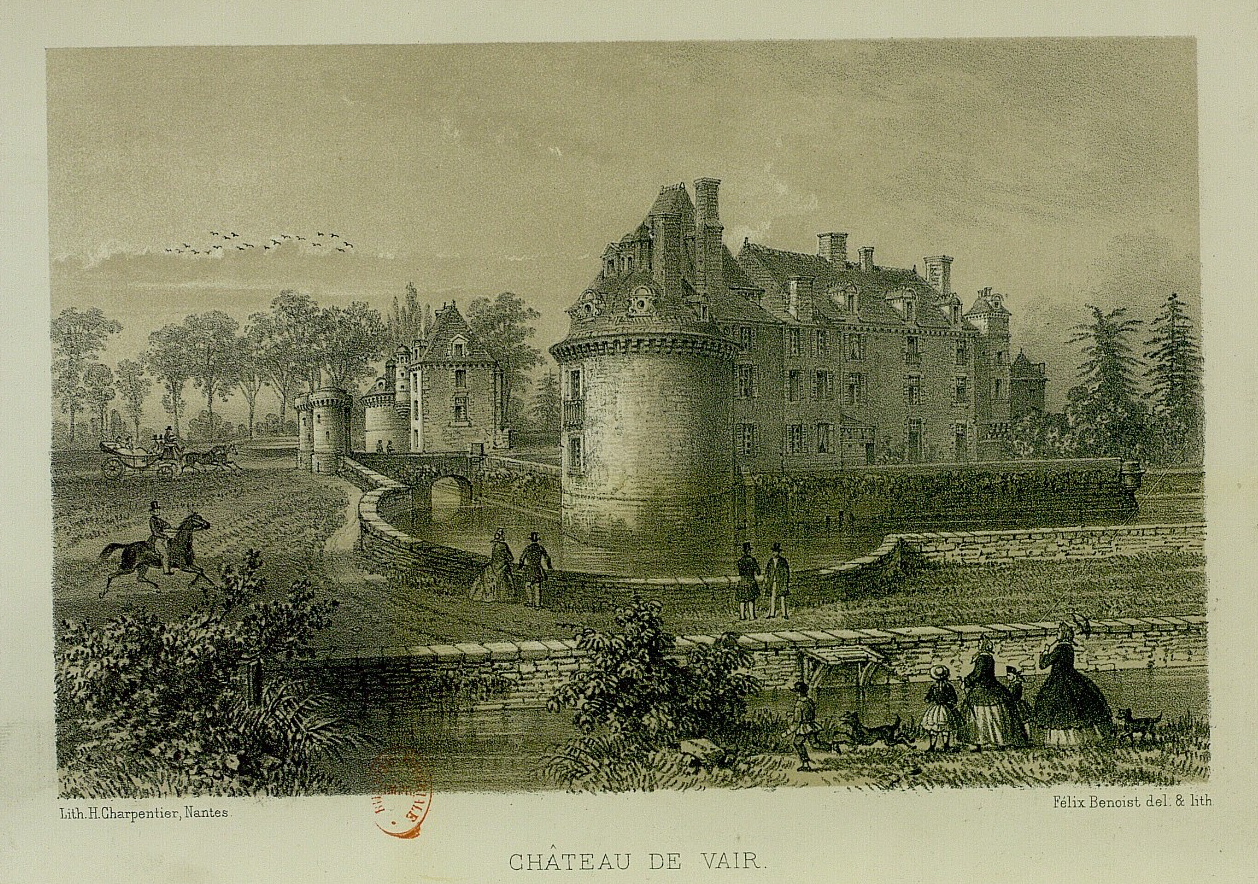
Le château de Vair, représenté par Félix Benoist.

Le monument est inscrit au titre des monuments historiques en 1980 et 2003.
L'édifice appartient à la famille Allizon depuis 2011. La location du château pour divers événements (réceptions privées et professionnelles, festival, ouverture au public, etc.) sert à financer son entretien.
L'ensemble du site a déjà l'objet de plusieurs campagnes de restauration et d'aménagement par l'agence SOFTAGE (Le Loroux Bottereau - Régis RIBET, Architecte du Patrimoine). La première campagne a concerné les 4 tours du XVe et XVIIe siècle, à l'entrée de la plateforme. La deuxième campagne a concerné les vitraux de la chapelle dont les cartons sont de l'artiste François Devouge. La troisième campagne a concerné la grande galerie (salle de réception) située côté jardin.  Et la dernière a concerné les murs des douves, dont la reconstruction complète du mur occidental.

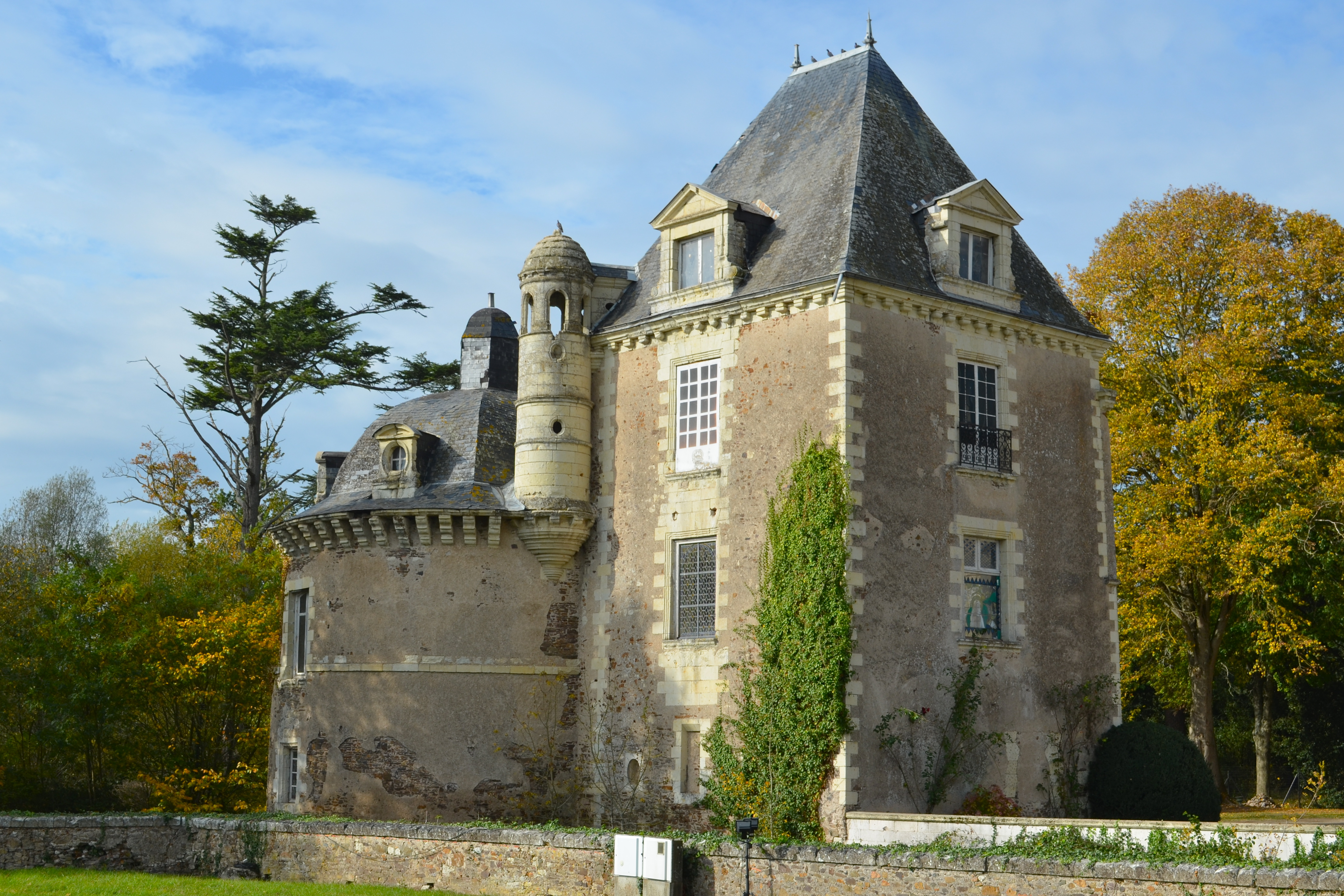
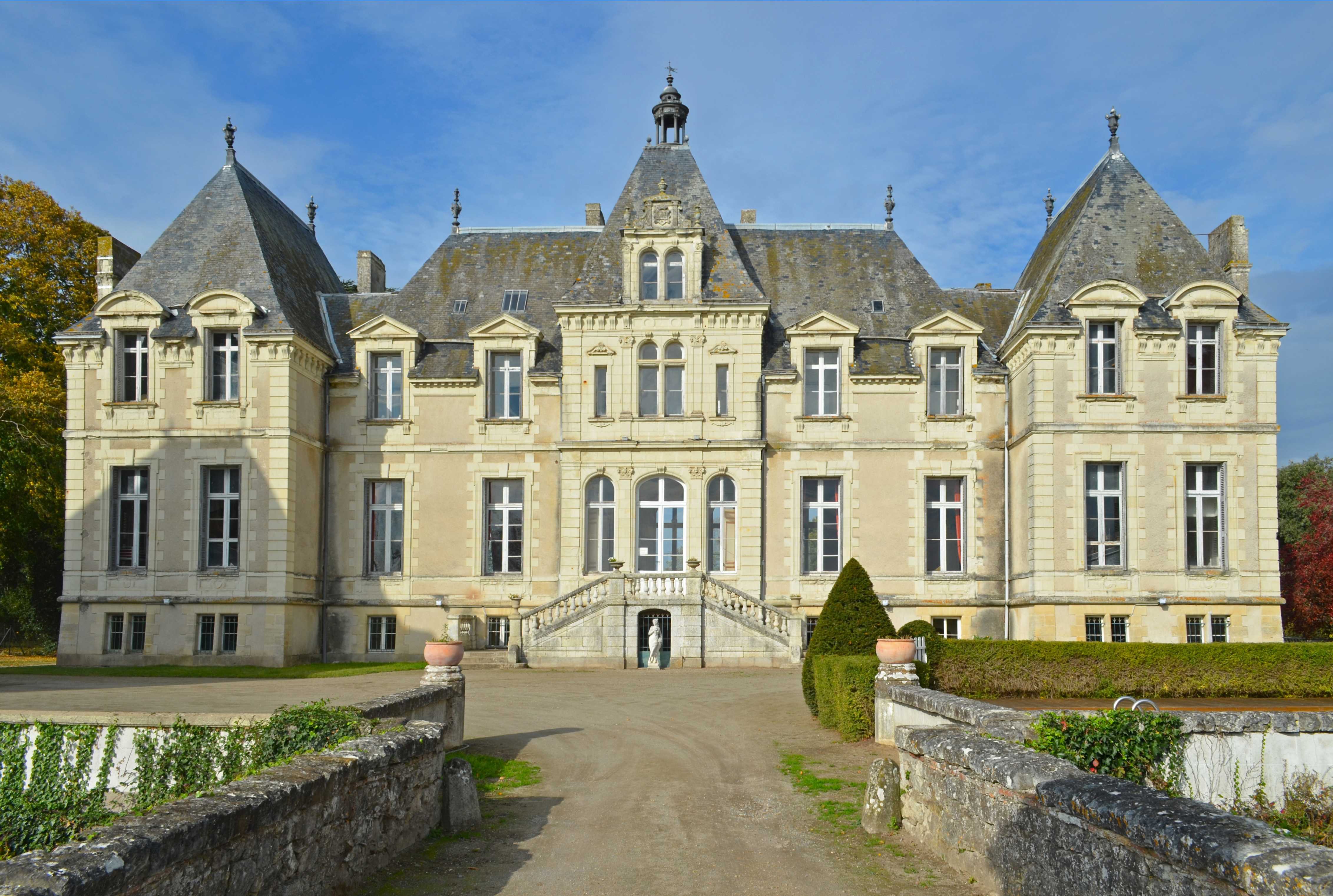
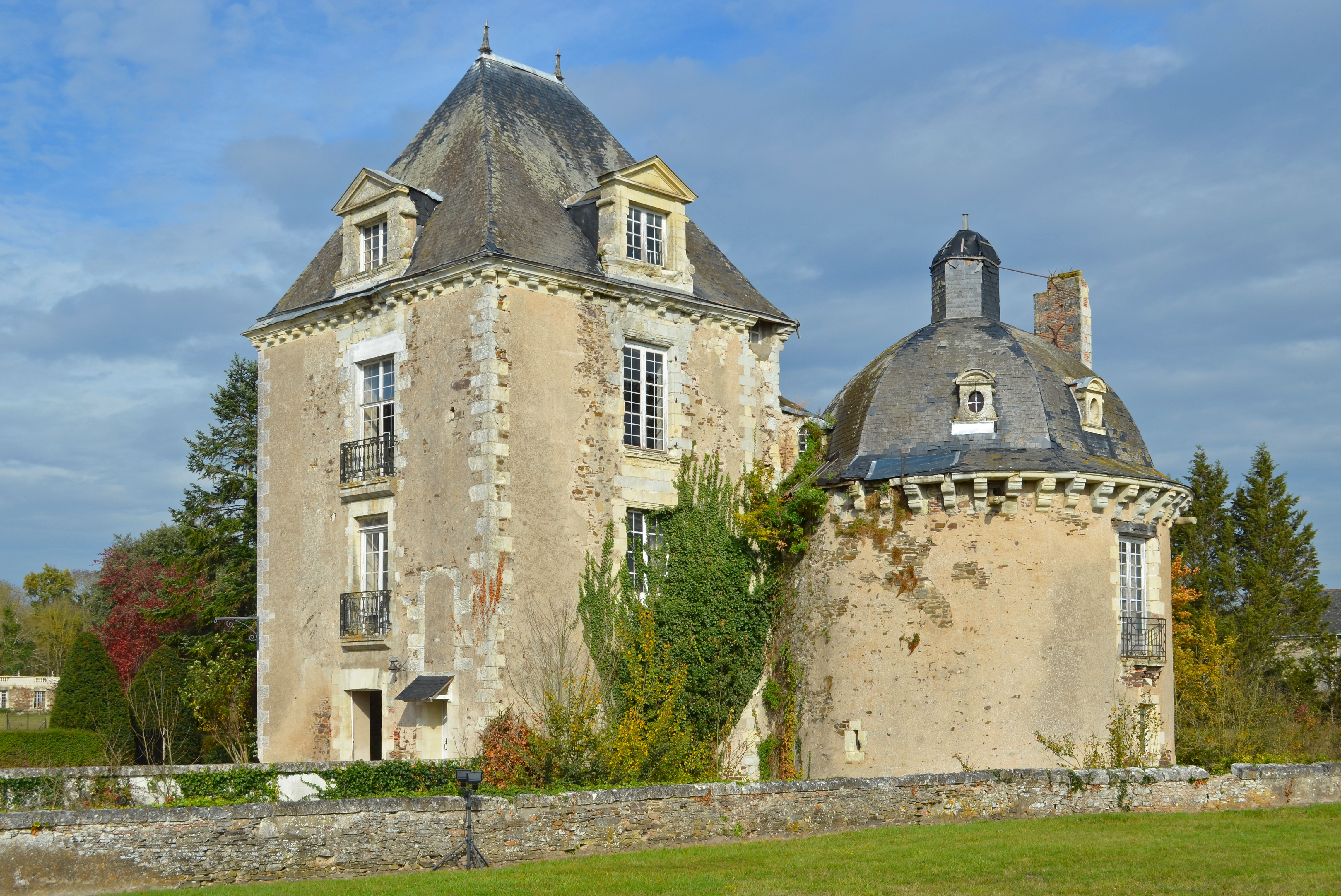
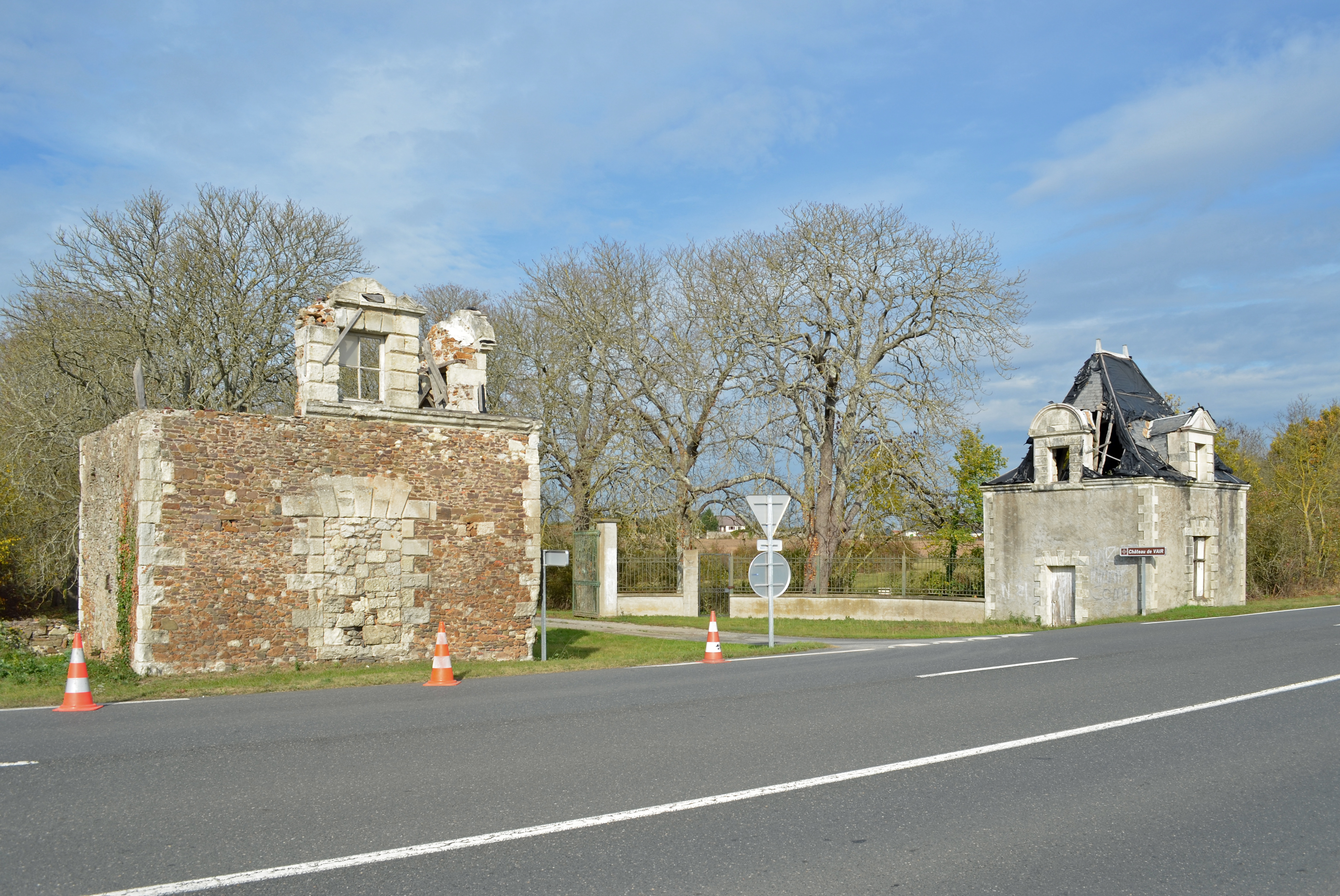